# José Pedraza (Boxer)
José Pedraza (* 8. Mai 1989 in Caguas) ist ein puerto-ricanischer Profiboxer, ehemaliger Weltmeister der IBF im Superfedergewicht und ehemaliger Weltmeister der WBO im Leichtgewicht. Als Amateur war er unter anderem Olympiateilnehmer von 2008 und Vize-Weltmeister von 2009 im Leichtgewicht.

## Amateurkarriere
José Pedraza boxte als Amateur im Leichtgewicht (bis 60 kg) und startete 2007 bei den Panamerikanischen Spielen, wo er nach einer Halbfinalniederlage gegen Éverton Lopes, Brasilien, eine Bronzemedaille erkämpfte. Daraufhin nahm er auch an den Weltmeisterschaften 2007 in Chicago teil, wo er aber im ersten Kampf an Sadam Ali, USA, scheiterte.
2008 konnte er sich beim amerikanischen Ausscheidungsturnier durch Siege gegen Omar Ward, Barbados, Juan Cuellar, Argentinien, Alexis Folleco, Ecuador, und diesmal auch Éverton Lopes, für die Olympischen Spiele 2008 in Peking qualifizieren. Dort besiegte er in der Vorrunde Onur Şipal, Türkei, verlor aber im anschließenden Achtelfinale gegen Daouda Sow, Frankreich. Zudem gewann er noch eine Bronzemedaille beim Weltcup 2008 in Moskau nach Halbfinalniederlage gegen Albert Selimow, Russland.
Bei den Weltmeisterschaften 2009 in Mailand erzielte er mit dem Gewinn der Silbermedaille seinen größten Erfolg bei den Amateuren. Durch Siege gegen Abdilai Anrabai, Kirgisistan, Zorigtbaataryn Enkhzorig, Mongolei, Ljubomir Marjanović, Serbien, Serdar Hudaýberdiýew, Turkmenistan, und diesmal auch gegen Albert Selimow erreichte er das Finale, in welchem er gegen Domenico Valentino, Italien, verlor.
2010 gewann er nach Finalniederlage gegen Yasniel Toledo, Kuba, die Silbermedaille der Panamerikameisterschaften und sicherte sich im selben Jahr die Goldmedaille bei den Zentralamerika- und Karibikspielen durch Siege unter anderem gegen Wellington Arias, Dominikanische Republik und César Villarraga, Kolumbien.
Zudem wurde José Pedraza Meister von Puerto Rico der Jahre 2007 bis 2010.

## Profikarriere
Pedraza bestritt sein Profidebüt am 18. Februar 2011 in Puerto Rico unter dem Promoter Lou DiBella. Nach 18 Siegen in Folge boxte er im November 2014 in einer IBF-Titelausscheidung gegen Michael Fareñas (Bilanz: 39-4) von den Philippinen und siegte einstimmig nach Punkten.
Am 13. Juni 2015 boxte er in der Bartow Arena von Birmingham (Alabama) gegen den Russen Andrei Klimow (19-1) um den vakanten IBF-Weltmeistertitel im Superfedergewicht und gewann einstimmig nach Punkten. 2015 und 2016 verteidigte er den Titel erfolgreich gegen Edner Cherry (34-6) und Stephen Smith (23-1). Am 14. Januar 2017 verlor er den Titel in seiner dritten Verteidigung durch eine vorzeitige Niederlage in der siebenten Runde an Gervonta Davis (16-0). 
Nachdem er für 13 Monate keinen Kampf mehr bestritten hatte, unterschrieb er im Februar 2018 einen Vertrag beim Promoter Bob Arum und wechselte ins Leichtgewicht. Nach einem Aufbausieg gegen den Mexikaner Antonio Moran (23-2), wurde Pedraza zum Pflichtherausforderer des WBO-Weltmeisters Raymundo Beltrán (35-7). Diese Chance erhielt er aufgrund des gesundheitlichen Ausstiegs des für den Kampf vorgesehenen Russen Roman Andrejew. Das Duell wurde am 25. August 2018 in der Gila River Arena von Glendale (Arizona) ausgetragen, wobei Pedraza einstimmig nach Punkten gewann.
Am 8. Dezember 2018 verlor er den WM-Titel im Madison Square Garden einstimmig nach Punkten an Wassyl Lomatschenko (11-1). Eine weitere Niederlage erlitt er im September 2019 gegen Jose Zepeda (30-2).
Im September 2020 siegte er einstimmig gegen Javier Molina (22-2) und im Juni 2021 durch TKO gegen Julian Rodriguez (21-0), ehe er im März 2022 nach Punkten gegen José Ramírez (26-1) unterlag.